# طومار درة سي عليا
طومار درة سي عليا هي قرية في مقاطعة مشكين شهر، إيران. عدد سكان هذه القرية هو 27 في سنة 2006.